# Jean-Sylvain Emien Mambé
Jean-Sylvain Emien Mambé (ur. 16 września 1970 w Jacqueville) – iworyjski duchowny katolicki, arcybiskup, nuncjusz apostolski w Mali i Gwinei od 2022.

## Życiorys
14 grudnia 1997 otrzymał święcenia kapłańskie i został inkardynowany do diecezji Yopougon. W 2003 rozpoczął przygotowanie do służby dyplomatycznej na Papieskiej Akademii Kościelnej. W 2005 rozpoczął służbę w dyplomacji watykańskiej pracując kolejno jako sekretarz nuncjatur: w Angoli (2005-2008), Nigerii (2008-2011) i w Nowej Zelandii (2011-2014). Następnie był radcą nuncjatur w Hiszpanii (2014-2017), Czechach (2017-2020) i w Gwinei (2020-2022).
2 lutego 2022 został mianowany przez Franciszka arcybiskupem tytularnym Potentia in Piceno oraz nuncjuszem apostolskim w Mali. Sakry biskupiej udzielił mu 7 maja 2022 Sekretarz Stanu kardynał Pietro Parolin. 12 listopada 2022 został akredytowany również w Gwinei.